# Ben Shelton
Benjamin Todd Shelton (* 9. října 2002 Atlanta) je americký profesionální tenista hrající levou rukou. Ve své dosavadní kariéře na okruhu ATP Tour vyhrál tři singlové turnaje, včetně National Bank Open 2025 z kategorie Masters. S otcem Bryanem Sheltonem vytvořili čtvrtou dvojici otce a syna, jejíž oba členové vyhráli turnaj ATP ve dvouhře. Na challengerech ATP a okruhu ITF získal čtyři tituly ve dvouhře a jeden ve čtyřhře.
Na žebříčku ATP byl ve dvouhře nejvýše klasifikován v srpnu 2025 na 6. místě a ve čtyřhře v květnu 2024 na 68. místě. Trénuje otec Bryan Shelton. Na okruhu jej také doprovází Dean Goldfine.
V americkém daviscupovém týmu debutoval v roce 2024 světovým čtvrtfinálem 2024 proti Austrálii, v němž prohrál dvouhru s Kokkinakisem i čtyřhru po boku Tommyho Paula. Australané zvítězili 2–1 na zápasy. Do září 2025 v soutěži nastoupil k jedinému mezistátnímu utkání s bilancí 0–1 ve dvouhře a 0–1 ve čtyřhře.

## Soukromý život a akademický tenis
Narodil se roku 2002 v georgijské metropoli Atlantě do tenisově založené rodiny. Otec Bryan Shelton figuroval na padesátém pátém místě žebříčku ATP a v letech 1991 a 1992 vyhrál travnatý Hall of Fame Open. V roce 2013 se stal hlavním koučem univerzitního týmu Florida Gators, za nějž začal později nastupovat i syn. Matka Lisa Sheltonová je sestrou bývalé světové čtyřky ve čtyřhře Todda Witskena. Sestra Emma Sheltonová hrála také tenis na floridské univerzitě.
Tenis začal hrát v deseti letech. Rodina žije v severofloridském Gainesville, kde po maturitě na Buchholzově střední škole nastoupil v roce 2021 na Floridskou univerzitu. V akademickém tenise reprezentoval vysokoškolský tým Florida Gators. V sezóně 2021 se stal členem vítězného družstva, které ovládlo americký univerzitní šampionát NCAA. V dubnu 2022 se premiérově posunul na 1. místo žebříčku ITA, akademického okruhu organizovaného Intercollegiate Tennis Association. Jako konečná jednička se v dané sezóně stal tenistou roku ITA, k čemuž mu dopomohl i květnový titul z dvouhry amerického univerzitního mistrovství NCAA 2022. Na cestě za vítězstvím porazil jako 547. hráč žebříčku ATP Ondřeje Štylera z Michiganu a ve finále pak Augusta Holmgrena ze San Diega. Poté co obdržel divokou kartu do srpnového Western & Southern Open 2022 v Cincinnati, oznámil ukončení univerzitní dráhy a vstup mezi profesionály.

## Tenisová kariéra
V rámci okruhu ITF debutoval v červnu 2021, když na turnaji v illinoiském Champaign, dotovaném 15 tisíci dolary, podlehl v úvodním kole Jihoafričanu Khololwamu Montsimu. První trofej získal o měsíc později v témže champaignském areálu na pětadvacetisícovce po finálovém vítězství nad Nizozemcem Gijsem Brouwerem z páté světové stovky. Ve druhém kole kvalifikace US Open 2021 mu stopku vystavil další zástupce nizozemského tenisu Botic van de Zandschulp. Během července 2022 se jako kvalifikant probojoval přes Jasutaku Učijamu do finále georgijského challengeru Georgia's Rome Challenger, v němž nestačil na Číňana Wu I-pinga.

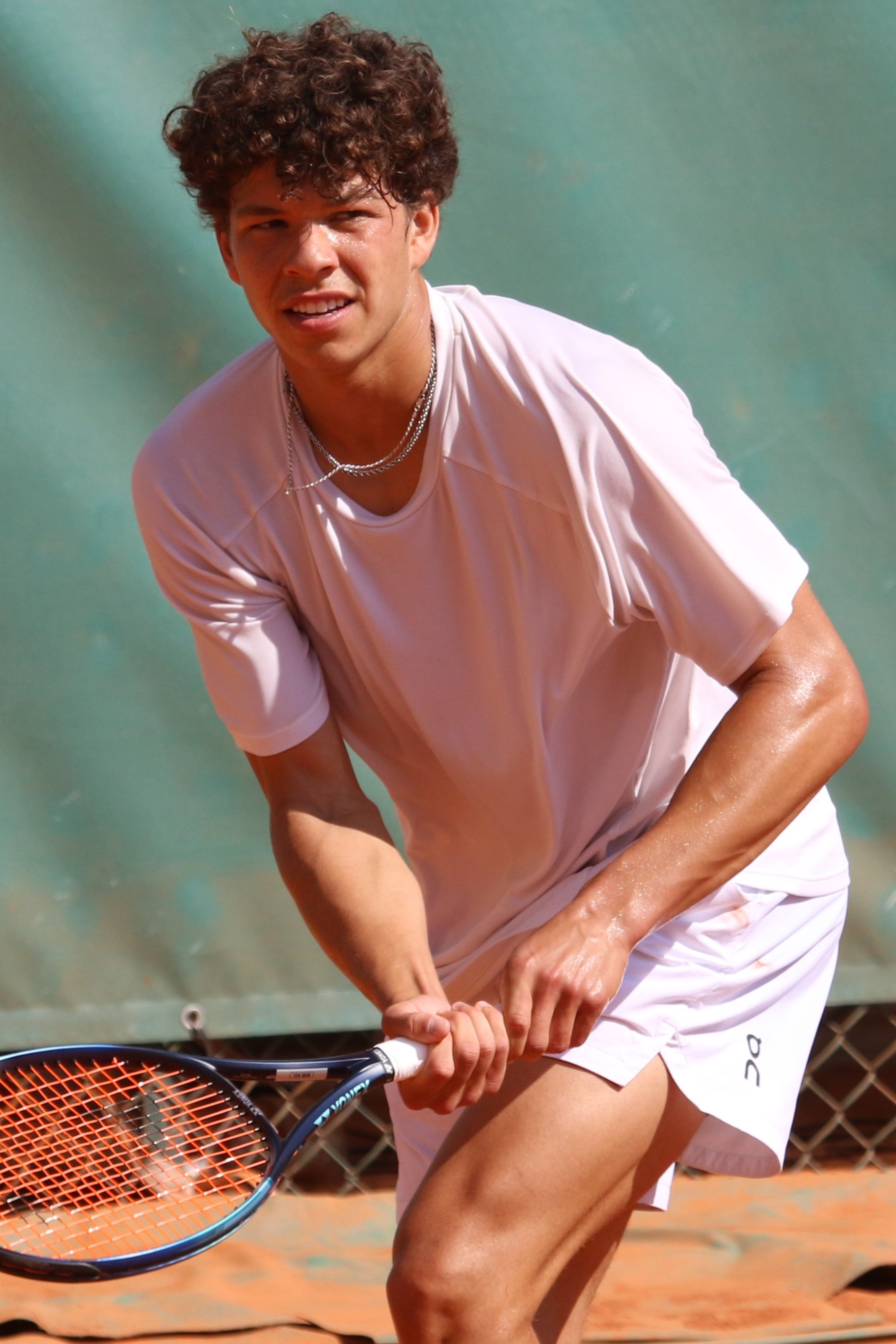
Během Monte-Carlo Masters 2023

Na okruhu ATP Tour debutoval červencovým Atlanta Open 2022, když ve svém rodišti obdržel divokou kartu. Po vítězství nad indickým kvalifikantem Ramkumarem Ramanathanem vypadl se světovou pětadvacítkou Johnem Isnerem až po ztrátě tiebreaku rozhodující sady. Opět na divokou kartu zasáhl do srpnového Western & Southern Open 2022 ze série Masters, kde na úvod poprvé zdolal člena elitní světové stovky, padesátého šestého v pořadí Lorenza Sonega. Poté zvládl duel i proti pátému muži žebříčku Casperu Ruudu, v němž nečelil žádné brejkové hrozbě, a připsal si první výhru nad hráčem světové desítky. Ve třetí fázi uhrál jen dva gamy na jedenáctého hráče klasifikace Camerona Norrieho. Bodový zisk jej debutově posunul do elitní dvoustovky tenistů, když během tří měsíců vystoupal o více než tři sta míst na 171. příčku.
Debut v hlavní soutěži grandslamu zaznamenal v mužském singlu US Open 2022 po zisku divoké karty. V pětisetové bitvě, zahrnující tři zkrácené hry, však nenašel recept na Portugalce Nuna Borgese z počátku druhé stovky. V listopadu 2022 triumfoval jako nejmladší hráč v historii na třech challengerech v řadě, když ve 20 letech zvítězil během tří týdnů v Charlottesvillu, Knoxvillu a Champaigni. Bodový zisk jej ve druhé polovině listopadu poprvé posunul do elitní světové stovky, na 97. místo. Rovněž se stal nejmladším Američanem v Top 250. Patnáctizápasovou neporazitelnost ukončil v kvalifikaci lednového Adelaide International 2023 Australan James Duckworth. Jednalo se o vůbec první utkání Sheltona odehrané mimo území Spojených států. Na navazujícím ASB Classic 2023 v Aucklandu zdolal v úvodním kole Sebastiana Báeze než jej vyřadil Francouz Quentin Halys.

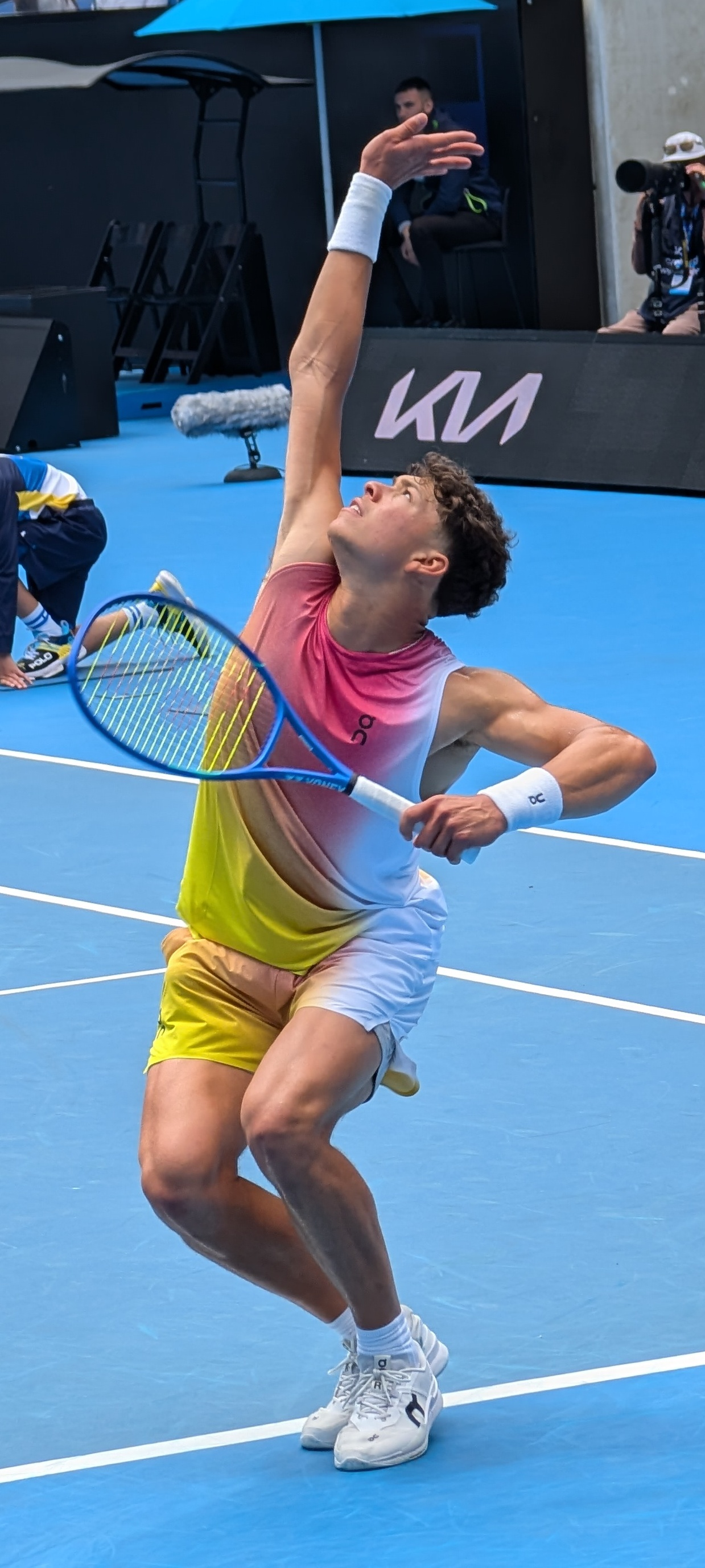
Servis na Australian Open 2025, kde si zahrál druhé grandslamové semifinále

Při první účasti na australském grandslamu, Australian Open 2023, postoupil do čtvrtfinále přes Čanga Č’-čena, s nímž ovládl supertiebreak páté sady, Chilana Nicoláse Jarryho, Australana Alexeje Popyrina a po pětisetovém průběhu krajana J. J. Wolfa, čímž si zajistil posun do první padesátky světové klasifikace. Mezi poslední osmičkou však nestačil na třicátého pátého muže žebříčku Tommyho Paula ve čtyřech setech. Přes krajany Taylora Fritze a světovou desítku Francese Tiafoea se probojoval do semifinále zářijového US Open 2023, v němž podlehl druhému hráči klasifikace Novaku Djokovićovi ve třech setech. Ve 20 letech se stal nejmladším americkým semifinalistou newyorského grandslamu od Michaela Changa v roce 1992. V následném vydání žebříčku poprvé pronikl do světové dvacítky, na 19. místo. První trofej na túře ATP vyhrál na říjnovém Japan Open Tennis Championships 2023 v Tokiu. Blízko vyřazení se ocitl v semifinále, když proti kvalifikantovi Marcosi Gironovi prohrál úvodní sadu a ve druhé otočil nepříznivý vývoj ze stavu 2–5. Ve finále pak zdolal 30letého Aslana Karaceva po dvousetovém průběhu. Stal se tak držitelem prvního kariérního titulu ATP v kategorii ATP 500 od Musettiho v Hamburku 2022. Bodový zisk jej posunul na nové kariérní maximum, 15. místo žebříčku ATP.
Druhou trofej na túře ATP vybojoval na antukovém U.S. Men's Clay Court Championships 2024 v Houstonu. Z pozice nejvýše nasazeného postoupil do finále přes Argentince Tomáse Martína Etcheverryho. V něm
pak zdolal obhájce trofeje Francese Tiafoea po třísetovém průběhu. Odehráli tak první singlové finále dvou Afroameričanů v otevřené éře tenisu. Do Houstonu přijel s bilancí antukových utkání 2–7, a pětizápasovou šňůrou porážek na tomto povrchu. Již výhrou nad
Bergsem dosáhl prvního čtvrtfinále na antuce. Na texaském turnaji se stal nejmladším šampionem od 19letého Roddicka v ročníku 2002. Po skončení se posunul na nové žebříčkové maximum, 14. místo.
První Masters ovládl na torontském National Bank Open 2025. Do semifinále prošel přes světovou osmičku Alexe de Minaura a v něm vyřadil čtvrtého v pořadí Taylora Fritze. Poprvé v kariéře vyřadil dva členy Top 10 za sebou. V souboji o titul zdolal turnajovou jedenáctku Karena Chačanova po třísetovém dramatu, když o výhře rozhodl až v rozhodujícím tiebreaku. Závěrečné zkrácené hry zvládl i v předchozím průběhu proti Nakashimovi a Cobollimu. Ve 22 letech se stal nejmladším šampionem v „tisícové kategorii“ od 21letého Roddicka na Miami Open 2004, rovněž tak šestým vítězem Mastersu narozeným ve 21. století. Po skončení se 4. srpna 2025 poprvé posunul na 6. místo žebříčku.

## Finále na okruhu ATP Tour
| Legenda                       |
| ----------------------------- |
| D – dvouhra; Č – čtyřhra      |
| Grand Slam (0)                |
| Turnaj mistrů (0)             |
| ATP Tour Masters 1000 (1–0 D) |
| ATP Tour 500 (1–2 D; 0–1 Č)   |
| ATP Tour 250 (1–0 D)          |

### Dvouhra: 5 (3–2)
| Stav      | č. | datum          | turnaj                 | kategorie | povrch    | soupeř ve finále           | výsledek                |
| --------- | -- | -------------- | ---------------------- | --------- | --------- | -------------------------- | ----------------------- |
| Vítěz     | 1. | 22. října 2023 | Tokio, Japonsko        | ATP 500   | tvrdý     | Aslan Karacev              | 7–5, 6–1                |
| Vítěz     | 2. | 7. dubna 2024  | Houston, Spojené státy | ATP 250   | antuka    | Frances Tiafoe             | 7–5, 4–6, 6–3           |
| Finalista | 1. | 27. října 2024 | Basilej, Švýcarsko     | ATP 500   | tvrdý (h) | Giovanni Mpetshi Perricard | 4–6, 6–7(4–6)           |
| Finalista | 2. | 20. dubna 2025 | Mnichov, Německo       | ATP 500   | antuka    | Alexander Zverev           | 2–6, 4–6                |
| Vítěz     | 3. | 7. srpna 2025  | Toronto, Kanada        | ATP 1000  | tvrdý     | Karen Chačanov             | 6–7(5–7), 6–4, 7–6(7–3) |

### Čtyřhra: 1 (0–1)
| Stav      | č. | datum         | turnaj                          | kategorie | povrch | spoluhráč          | soupeři ve finále              | výsledek              |
| --------- | -- | ------------- | ------------------------------- | --------- | ------ | ------------------ | ------------------------------ | --------------------- |
| Finalista | 1. | červenec 2023 | Washington, D.C., Spojené státy | ATP 500   | tvrdý  | Mackenzie McDonald | Máximo González Andrés Molteni | 7–6(7–4), 2–6, [6–10] |

## Tituly na challengerech ATP a okruhu ITF
| Legenda                |
| ---------------------- |
| Challengery (3 D; 0 Č) |
| ITF (1 D; 1 Č)         |

### Dvouhra (4 tituly)
| Č. | datum         | turnaj                         | okruh             | povrch    | poražený finalista  | výsledek           |
| -- | ------------- | ------------------------------ | ----------------- | --------- | ------------------- | ------------------ |
| 1. | červenec 2021 | Champaign, Spojené státy       | World Tennis Tour | tvrdý     | Gijs Brouwer        | 7–6(7–4), 6–3      |
| 1. | říjen 2022    | Charlottesville, Spojené státy | Challenger        | tvrdý (h) | Christopher Eubanks | 7–6(7–4), 7–5      |
| 2. | listopad 2022 | Knoxville, Spojené státy       | Challenger        | tvrdý (h) | Christopher Eubanks | 6–3, 1–6, 7–6(7–4) |
| 3. | listopad 2022 | Champaign, Spojené státy       | Challenger        | tvrdý (h) | Aleksandar Vukic    | 0–6, 6–3, 6–2      |

### Čtyřhra (1 titul)
| Č. | datum         | turnaj                   | okruh             | povrch | spoluhráč       | poražení finalisté         | výsledek |
| -- | ------------- | ------------------------ | ----------------- | ------ | --------------- | -------------------------- | -------- |
| 1. | červenec 2021 | Champaign, Spojené státy | World Tennis Tour | tvrdý  | Eliot Spizzirri | Čchong Jun-song Rio Noguči | 6–4, 6–0 |